# Noshörningar
Noshörningar (Rhinocerotidae) är en familj uddatåiga hovdjur som omfattar fem nutida arter. Deras mest utmärkande drag är det stora hornet på nosen. Till skillnad från horn hos parigt behornade däggdjur består det helt och hållet av keratin (hornämne) och har ingen kärna av ben.

## Utseende och anatomi
Alla nu levande noshörningsarter har ett eller två horn på nosen. Hos fossil av noshörningar har man upptäckt arter som helt saknade horn. Det främre hornet hos arter med två horn, och det enda hornet hos arter med ett horn, sitter över näsbenet. Det andra hornet hos arter med två horn sitter på främre skallen. Hornen är inte fästa vid kraniet utan enbart fästa vid huden. Hornets form förändras med tiden genom strider mellan artfränder och när hornet skrapas över marken. Det största uppmätta hornet hade en längd på 1,58 meter. Hornet är inte uppbyggt av benvävnad, utan av kraftigt keratin, samma material som hår och naglar.
Vuxna exemplar är 200 till 420 cm långa (huvud och bål), har en 60 till 75 cm lång svans och väger 1000 till 3500 kg. De har en mankhöjd av 100 till 200 cm. Allmänt är hanar större än honor. Nu levande noshörningar har tre fingrar (några utdöda arter hade fyra fingrar) vid framfoten och tre tår vid bakfoten. Hovar finns vid varje fingers respektive tåns spets. Arternas övre läpp kan användas som gripverktyg.
Noshörningar har en robust kropp och korta tjocka extremiteter. Fötterna har tre tår som sluter i breda hovar. Den korta svansen har i änden en vippa. Den tjocka huden har en grå- till brunaktig färg. Hos de arter som lever i Asien bildar huden vid halsen och vid övre delen av extremiteterna stora veck, vilket får den att likna ett pansar. Ofta är kroppen täckt av ett skikt slam så att hudfärgen är osynlig.
Noshörningarnas syn är inte väl utvecklad, istället har de anmärkningsvärt bra luktsinne och hörsel. Hannarnas testiklar ligger inte i ett scrotum utan inne i kroppen. Honornas två spenar ligger i skrevet.
De afrikanska arterna har inte några framtänder men de asiatiska arterna har en framtand i varje käkhalva. Fram till kindtänderna har alla noshörningar en lucka (diastema) där hörntänder saknas. Tandformeln är I 0-2/0-1, C 0/0-1, PM 3-4/3-4, M 3/3, alltså 24 till 34 tänder i hela tanduppsättningen.

## Ekologi
Noshörningar lever oftast ensamma men på savannen syns ibland mindre grupper. Noshörningar håller vanligtvis ett mindre revir men om tillgången på föda och vatten minskar kan de göra långa vandringar. När honorna är parningsberedda strider hannarna om möjligheten att para sig. Stridens vinnare markerar reviret med urin och avföring. Även innan parningsakten sker mindre strider mellan hannen och honan. Efter dräktigheten som varar i 15 till 18 månader föds nästan alltid en enda unge, som sedan lever nära moderna i upp till 4 år. Om en hona föder ytterligare en unge under denna tid, jagas det äldre syskonet åtminstone tillfälligt bort.
Noshörningar är främst aktiva mellan skymning och gryning, och de sover på dagen. De undviker kontakt med människor. Inkräktare angrips nästan alltid om djuret känner sig hotat. Attacken är inte målmedveten men på grund av djurets horn och storlek kan den vara dödlig. Noshörningar springer med en hastighet på upp till 45 km/h.
Fåglar som oxhackare och kohägrar, följer ofta noshörningar och sitter då på djuren och befriar dem från parasiter. Unga individer dödas i sällsynta fall av stora kattdjur, men vuxna individer har, förutom människan inga fiender. 
Hos trubbnoshörningen bildar vuxna djur ibland en ring för att skydda ungarna.
I ett specifikt fall finns det observationer av hur unga elefanthanar, som flyttats från en nationalpark till en annan stångade ihjäl både trubbnoshörningar och spetsnoshörningar. Detta beteende förklarades med att de unga hanarna blev extra aggressiva när det inte fanns vuxna elefanter i närheten och beteendet upphörde när även äldre elefanter flyttades till nationalparken.

## Systematik och evolution

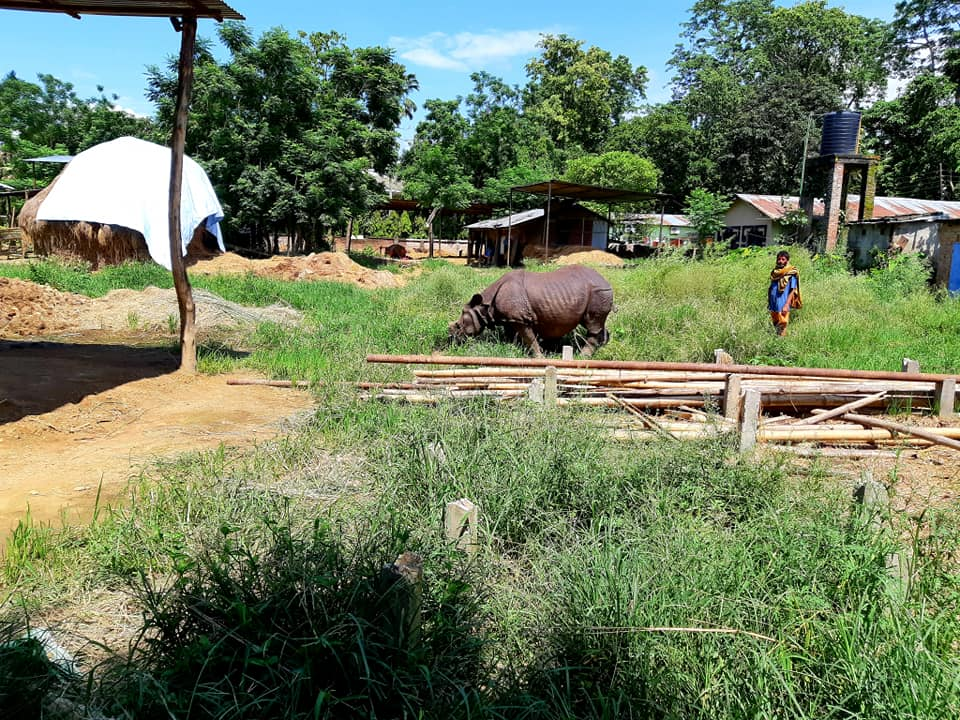
Asiatisk Noshörning i en by i Nepal

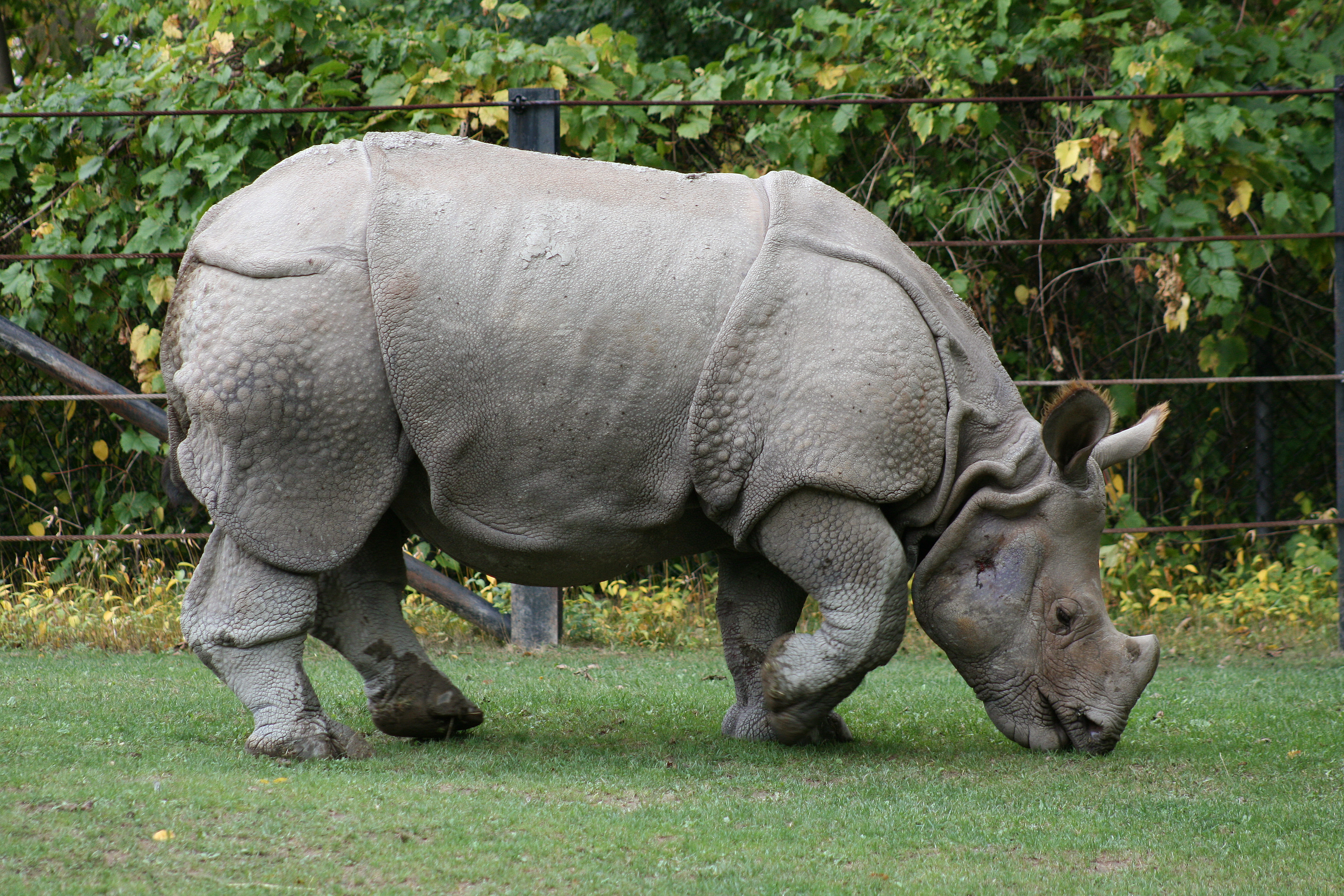
Indisk pansarnoshörning.

De första noshörningarna levde för cirka 60 miljoner år sedan. Under miocen, för cirka 20 miljoner år sedan, uppskattar forskare att det fanns omkring 30 olika arter av noshörning.
Under tertiär var Rhinocerotoidea (noshörningsfamiljens överfamilj) en av de artrikaste och mest mångsidiga grupperna bland de uddatåiga hovdjuren. De flesta tidiga arter saknade horn, och horn tycks ha utvecklats inom olika grupper oberoende av varandra.
I familjen Hyracodontidae, fanns det under oligocen i släktet Paraceratherium (även känt som Baluchitherium och Indricotherium som idag är föråldrade) det största kända landlevande däggdjuret genom tiderna. Djuret hade lång hals och saknade horn.
I Nordamerika levde flera mindre arter, däribland Hyracodon, som var lätta och påminde om dagens hästar. Många noshöringsarter levde amfibiskt som Metamynodon i Nordamerikas sumptmarker, och den kortbenta Teloceras från miocen. De sista nordamerikanska noshörningarna dog ut under slutet av miocen.
De fem arter som förekommer idag fördelas på tre släktgrupper. Sumatranoshörningen (Dicerorhinus sumatrensis) placeras som ensam art i gruppen Dicerorhinini. Rhinocerotini skiljde sig från Dicerorhinini för 10 miljoner år sedan. Rhinocerotini omfattar idag endast av ett släkte med de två arterna indisk pansarnoshörning (Rhinoceros unicornis) och javanoshörning (Rhinoceros sondaicus). De afrikanska arterna spetsnoshörning (Diceros bicornis) och trubbnoshörning (Ceratotherium simum) bildar den tredje gruppen Dicerotini.
De egentliga noshörningarna (Rhinocerotidae) delas i två utvecklingslinjer (underfamiljer), Elasmotheriinae och Rhinocerotinae (med de arter som beskrivs i artikeln). Till Elasmotheriinae räknas bland annat släktet Elasmotherium som levde fram till senaste istiden och som hade horn av nästan två meters längd. Den mera kända ullhåriga noshörningen och arten Stephanorhinus kirchbergensis räknas till tribus Dicerorhinini, alltså som släktingar till sumatranoshörningen.
Släktskapsförhållanden inom gruppen visas i följande kladogram:
```
Rhinocerotoidea

  ├── 
Amynodontidae
 (†)
  └── 
Rhinocerotida

        ├── 
Hyracodontidae
 (†)
        └── 
Rhinocerotidae

              ├── 
Elasmotheriinae
 (†)
              └── 
Rhinocerotinae

                    ├── 
Aceratherini
 (†)
                    └── N.N.
                          ├─ N.N.
                          │     ├── 
Dicerorhinini
 (
Sumatranoshörning
, 
Ullhårig noshörning (†)
)
                          │     └── 
Rhinocerotini
 (
Indisk pansarnoshörning
, 
Javanoshörning
)
                          └── 
Dicerotini
 (
Spetsnoshörning
, 
Trubbnoshörning
)
```

### Nutida släkten och arter
- Dicerorhinini
  - Sumatranoshörning (Indonesien och Vietnam)
- Rhinocerotini
  - Indisk pansarnoshörning (Indien, Nepal)
  - Javanoshörning (Java)
- Dicerotini (Afrika)
  - Spetsnoshörning
  - Trubbnoshörning

## Noshörningar och människan

### Hot och status

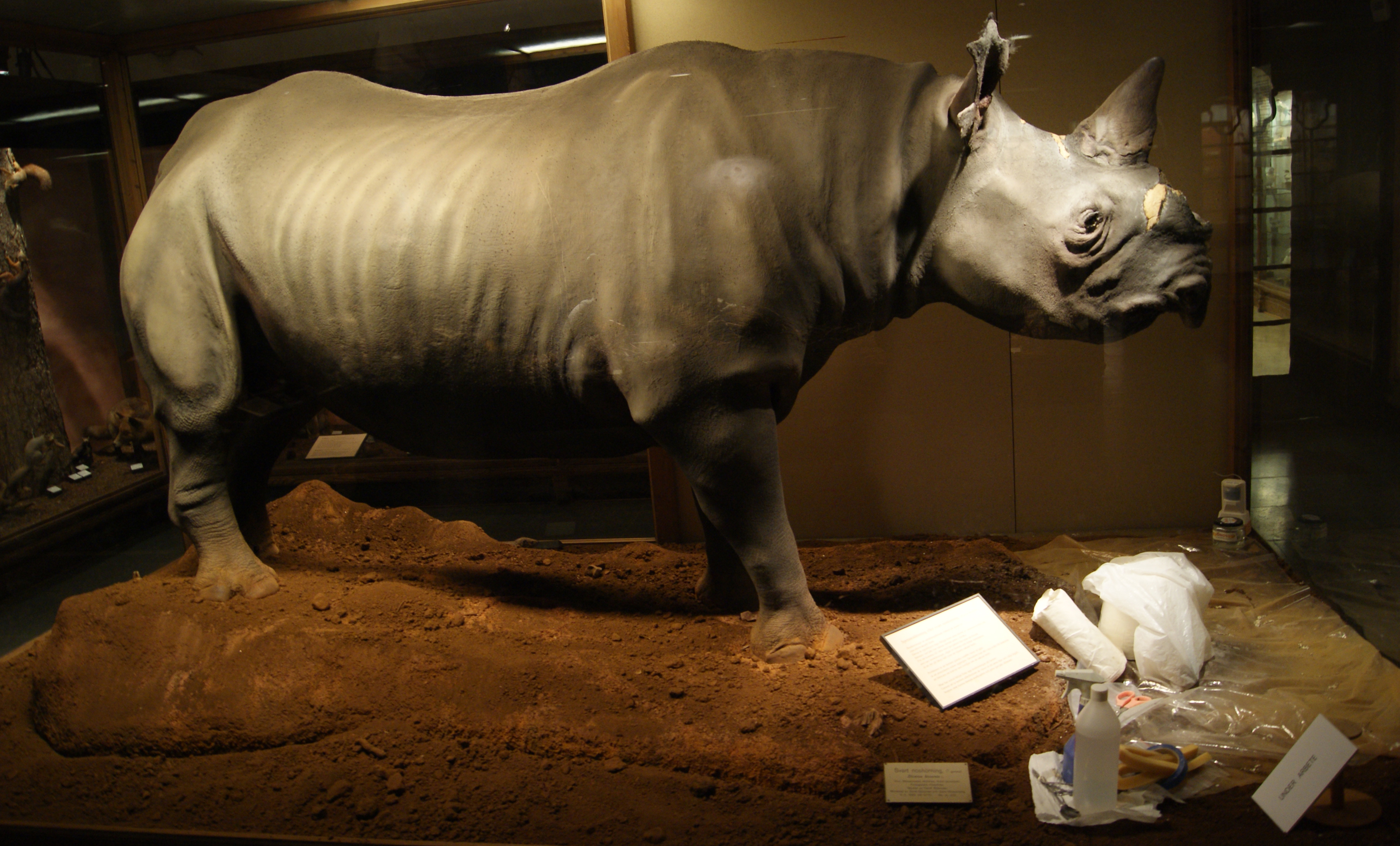
I juli 2011 stals ett noshörningshorn från ett uppstoppat specimen utställt på Göteborgs Naturhistoriska museum.

Alla fem noshörningsarter är idag hotade av utrotning. Javanoshörningar och Sumatranoshörningar är de mest hotade, med mindre än 100 individer kvar 2018. Beståndet av Indisk noshörning och Trubbnoshörning har dock ökat under 2000-talet med hjälp av skyddsåtgärder. Det är förbjudet, enligt internationella överenskommelser att handla med delar från noshörningar, men tjuvjakt förekommer ändå. Noshörningshorn används bland annat inom traditionell asiatisk medicin och som knivskaft i Jemen och Oman.
I Afrika levde 1998 ungefär 11 000 individer, däribland 8 900 individer i Sydafrika i inhägnade och övervakade reservat. Även i Indien och Nepal resulterade skyddsåtgärderna i vissa framsteg, och där uppskattades populationen av pansarnoshörning 1997 till 2 500 individer. Beståndet av Sumatranoshörningen minskade däremot från 900 individer under 1980-talet till cirka 275 eller 220 individer. Orsaken är troligtvis att Indonesiens och Malaysias regeringar mött finansiella svårigheter vad gäller skyddet av arten.
| Art               | 1997  | 2007   | 2011    |
| ----------------- | ----- | ------ | ------- |
| Trubbnoshörning   | 7 500 | 14 500 | 20 143  |
| Spetsnoshörning   | 2 600 | 3 725  | 4 837   |
| Pansarnoshörning  | 2 000 | 2 619  | 3 270   |
| Sumatranoshörning | 400   | 275    | 152–199 |
| Javanoshörning    | 60    | 55     | 35–44   |

### Namn
Familjenamnet Rhinocerotidae härstammar från rhinoceros vilket kommer från de grekiska orden rhino (nos) och keros (horn).